# Luciola satoi
Luciola satoi là một loài bọ cánh cứng trong họ Đom đóm (Lampyridae). Loài này được Jeng & Yang in Jeng, Yang & Lai miêu tả khoa học năm 2003.